# Jussi Adler-Olsen
Carl Valdemar Jussi Henry Adler-Olsen (* 2. srpna 1950, Kodaň) je dánský spisovatel, vydavatel a editor.
Vystudoval politologii a filmovou vědu. Pracoval jako novinář, redaktor a nakladatel. Ve své tvorbě se zaměřuje na témata psychických poruch (jeho otec byl psychiatr) a mezinárodních konspirací.

## Život
Narodil se v Kodani jako jediný syn ze čtyř dětí. Jeho otec byl úspěšný sexuolog a psychiatr Henry Olsen. Své dětství prožil se svou rodinou v oficiálních rezidencích lékařů v několika psychiatrických léčebnách po celé Dánsku, což později ovlivnilo jeho názory a témata, kterým se věnoval ve svých knihách. Později hrál v několika kapelách jako kytarista v popových kapelách Milchshake Bufferband, Dirty Drummer Trousers a Studiegruppen.
Jussi Adler-Olsen studoval několik oborů: mezi lety 1970 a 1978 to byla medicína, společenské vědy (sociologie) a filmová věda. Zabýval se také moderními politickými dějinami. Literatura zajímala už během studia, byl velký fanoušek komiksů a animovaného filmu. V letech 1980 - 1985 zpracoval a vydal první dánský lexikon kreslených seriálů, který se stále vydává.
Jako vydavatel působil i dál, kromě odborných publikací vydával i krásnou literaturu, například dánský překlad Osudů dobrého vojáka Švejka.
V roce 2010 obdržel Jussi Adler Olsen cenu čtenářů udělovanou Dánským sdružením knihoven, literární cenu za nejlepší kriminální román Cenu Haralda Mogensena (Harald Mogensen Pris) a od Skandinávské kriminální společnosti také cenu Zlatý klíč. V roce 2011 získal Jussi Adler Olsen za svůj román Journal 64 prestižní dánské ocenění De gyldne Laurbær (Zlatý vavřín). Tato cena knihkupců je udělována od roku 1949.

## Dílo

### Oddělení Q
Oddělení Q je kriminální série o kodaňském policejním oddělení Q v čele s Carlem Mørckem. Jussi Adler-Olsen plánuje napsat deset knih z této série.
Detektivky vycházejí také jako audioknihy čtené Igorem Barešem.
- Žena v kleci (dánsky 2007, česky 2011), česká audiokniha (OneHotBook, EAN 8594169480183)
- Zabijáci (dánsky 2008, česky 2012), česká audiokniha (OneHotBook, EAN 8594169480442)
- Vzkaz v láhvi (dánsky 2009, česky 2012), česká audiokniha (OneHotBook, EAN 8594169480718)
- Složka 64 (dánsky 2010, česky 2013), česká audiokniha (OneHotBook, EAN 8594169480138)
- Marco (dánsky 2012, česky 2014), česká audiokniha (OneHotBook, EAN 8594169481333)
- Nesmírný (dánsky 2014, česky 2015), česká audiokniha (OneHotBook, EAN 8594169481685)
- Selfies (dánsky 2016, česky 2017), česká audiokniha (OneHotBook, EAN 8594169482279)
- Oběť 2117 (dánsky 2019, česky 2019), česká audiokniha (OneHotBook, EAN 8594169483016)
- Natrium chlorid (dánsky 2021, česky 2022), česká audiokniha (OneHotBook, EAN 8594169484792)
- Sedm metrů čtverečních (dánsky 2023, česky 2024), česká audiokniha (OneHotBook, EAN 8594169487137)

### Mimo sérii
Svou literární kariéru zahájil bestsellerem Alfabethuset (1997), následovaly romány A děkovala bohům (2003) a Washingtonský dekret (dánsky 2006, česky 2014).

## E-knihy
Jussi Adler-Olsen se několikrát nechal slyšet, že e-knihy představují hrozbu pro knižní trh. Proto u svých románů trvá na tom, že e-knihy mohou vyjít až půl roku po vydání tištěné knihy.

## Filmová zpracování
Práva na filmy podle knihy Jussi Adler-Olsena vlastní dánská společnost Zentropa patřící Larsovi von Trierovi. První film, Žena v kleci, měl dánskou premiéru v roce 2013, druhý film podle knihy Zabijáci měl premiéru v roce 2014 a v roce 2016 vyšel film dle třetího románu Vzkaz v lahvi. V roce 2018 bylo uvedeno filmové zpracování čtvrtého románu Složka 64.